# Dominica
Dominica este o țară insulară din Marea Caraibelor, aflată la sud de Guadelupa și la nord de Martinica. Capitala, Roseau, este situată în partea de vest a insulei. Din punct de vedere geografic este situată într-o parte a lanțului Insulelor Sub Vânt din arhipelagul Antilelor Mici din Marea Caraibelor. Insula este situată în apropiere de Guadelupa la nord-vest și Martinica la sud-sud-est. Suprafața sa este de 750 km², iar cel mai înalt punct este Morne Diablotins, la o altitudine de 1.447 m. Populația era de 71.293 la recensământul din 2011.
Insula a fost colonizată de populația Arawak care a ajuns din America de Sud în secolul al V-lea. Caribii insulari i-au înlăturat în mod violent pe Arawak până în secolul al XV-lea. Se spune că pe lângă insulă a trecut Cristofor Columb la 3 noiembrie 1493. Ulterior, a fost colonizată de europeni, preponderent de francezi din anii 1690 până în 1763. Francezii au adus sclavi din Africa de Vest în Dominica pentru a lucra la plantațiile de cafea. Marea Britanie a luat Dominica în stăpânire în 1763 după Războiul de șapte ani și a stabilit treptat engleza ca limbă oficială. Republica insulară a obținut independența în 1978.
Numele său este pronunțat cu accent pe a treia silabă, legată de numele său francez de Dominique. Dominica a fost poreclită „Insula Naturii din Caraibe” pentru mediul său natural. Este cea mai tânără insulă din Antilele Mici și, de fapt, este încă formată din activitatea geotermică-vulcanică, așa cum o demonstrează al doilea cel mai mare izvor termal din lume, numit Boiling Lake. Insula are păduri tropicale luxuriante și este locul unde își au locul numeroase plante, animale și specii de păsări rare. Există zone xerice în unele regiuni de coastă de vest, dar precipitații abundente apar în interiorul insulei. Papagalul sisserou, cunoscut și sub numele de amazon imperial și găsit doar pe insula Dominica, este pasărea națională a insulei și prezent pe steagul național, care este unul dintre doar două drapele naționale care include culoarea purpurie (cealaltă fiind drapelul Nicaraguăi).